# Garda Panteri (jednostka wojskowa)
Garda Panteri (bośn. Specijalna Brigada Garda Panteri, serb. Специјална бригада Гарда Пантери) – była jednostka specjalna Sił Zbrojnych Republiki Serbskiej działająca w czasie wojny w Bośni i Hercegowinie, utworzona 2 maja 1992 pod początkową nazwą Serbskiej Gwardii Narodowej Semberiji i Majevicy (serb. Српска национална гарда САО Семберија и Мајевица, Srpska Nacionalna Garda SAO Semberija i Majevica), przyjmując później miano „Garda Panteri” na cześć poległego dowódcy Branko Pantelica.

## Czas wojny
Jednostka uczestniczyła w wielu operacjach, takich jak Operacja Korytarz 92, nazywanej również „Korytarzem Życia” oraz brała udział w wyzwoleniu Tinji i Smolucii. Rejony działań obejmowały również Zvornik, Brczko, Majevicę, Posawie, Bratunac, Ozren, Sarajewo, Kupres i Bihać. W sumie podczas walk życie straciło 106 żołnierzy (wraz ze zmarłym w 1992 r. dowódcą), a 750 zostało rannych. W 1993 r. serbsko-bośniacki piosenkarz Roki Vulović wydał album zatytułowany Garda Panteri, upamiętniający ich osiągnięcia.

## Po wojnie
Od 1998 r. w Bijeljinie działa Stowarzyszenie Weteranów „Garda Panteri”.

## Wyposażenie
Jednostka użytkowała liczne improwizowane i zmodyfikowane przez żołnierzy pojazdy pancerne.
Samoloty wykorzystywane do celów rozpoznawczych:
- Antonow An-2
- UTVA 75

## Dowódcy
- mjr Branko Pantelić „Panter” (1992);
- mjr Ljubiša Savić „Mauzer” (1992–1995);
- mjr Ljubiša Lazić „Ljuti” (1995–1996)[7].